# 銅官山区
銅官山区（どうかんざん-く）は中華人民共和国安徽省銅陵市にあった市轄区。2015年に獅子山区と合併して銅官区となった。

## 行政区画
2010年まで街道弁事処があったが全て廃止され、以降は直轄の18社区を管轄。
- 天井湖社区、映湖社区、五松社区、人民社区、梅塘社区、幸福社区、官塘社区、学苑社区、陽光社区、友好社区、螺螄山社区、露采社区、金口嶺社区、鷂山社区、朝陽社区、浜江社区、金山社区、横港社区